# たけし軍団大阪GIG
『たけし軍団 大阪GIG』（たけしぐんだんおおさかギグ）は、朝日放送ラジオ（ABCラジオ）の制作で、1989年4月8日から1991年4月6日まで土曜日深夜で放送されたラジオ番組。

## 概要
最初はガダルカナル・タカ、つまみ枝豆、井手らっきょの3人がメインでレギュラー出演していたが、たけし軍団の他のメンバーも頻繁に飛び入り出演するようにもなり、浅草キッドは水道橋博士曰く「付き人のような感じ」で本番組に参加するうちにレギュラー出演するようになった。タカが「8割5分くらいが放送禁止」というほど、軍団メンバーらが持ち寄った暴露話満載の危険な内容の放送が特徴的で、中には放送中に電話でナンパをしたこともある。本番組について「ほとんど楽屋のノリなので、どんな危ない話になるか」僕たちにもわからない」とタカはコメントしている。本番組担当の東浦陸夫ディレクターは「リスナーをワクワクさせるゲリラ的な仕掛けのあるラジオがやってみたかったが、大阪にはそれが出来るタレントがいない。しかし彼らには次に何をしでかすかわからん魅力がある」ということが起用理由だったことを話している。
本番組スタート当初の番宣広告では、当時既に日曜日深夜で放送を開始していた『MAKOTOのサイキック青年団』と一緒となって「青年団vs軍団。OSAKAの夜を飛び交う怪電波…。」のキャッチコピーで宣伝が行われていた。
放送時間は、最初は土曜日深夜2:00からの1時間。1990年4月からは30分前倒しになって1:30スタートとなり90分に拡大。その半年後の1990年10月からは1時間45分に拡大され、更にスタートも3:10に変更と放送時間が深くなった。
1989年10月当時はワニブックスがスポンサーに付いていたことがあった。

## 放送時間
- 毎週土曜日深夜 26:00 - 27:00（日曜日未明 2:00 - 3:00）（1989年4月15日 - 1990年4月）
- 毎週土曜日深夜 25:30 - 27:00（日曜日未明 1:30 - 3:00）（1990年4月 - 1990年10月）
- 毎週土曜日深夜 27:10 - 28:55（日曜日未明 3:10 - 4:55）（1990年10月 - 1991年4月6日）
（※この時点で『3時です もうすぐ夜明けABC』の日曜日 ＝土曜日深夜枠は2013年7月に再開されるまで廃枠となった。）

## 主なコーナー
やられたねーちゃんこんばんは
- たけし軍団のメンバーに“遊ばれた”女性からのお便りを紹介。本番組の初期の頃のコーナー[5][6]。

ラジオ・バカ相談室
- リスナーからの質問や悩み事などに対して、ゲストを含む出演者全員が笑いネタや下ネタなどを交えながら回答。

深夜のラジオ討論会
- リスナーがはがきで振ったお題に対して、ゲストを含む出演者全員で討論会風にトーク。進行を務めるタカはこのコーナーでは本名の「井口薫仁」を名乗った。

らっきょののぞき部屋
- ゲストコーナー。主にAV女優をゲストに迎えてトーク。中にはこのコーナー中で野球拳をして服を脱がせていったこともあった[6]。なお、ゲストは本番組ほぼ全編出演していたことも多かった。

- 他